# Philodromus vinokurovi
Philodromus vinokurovi este o specie de păianjeni din genul Philodromus, familia Philodromidae, descrisă de Marusik, 1991. Conform Catalogue of Life specia Philodromus vinokurovi nu are subspecii cunoscute.